# Ondas

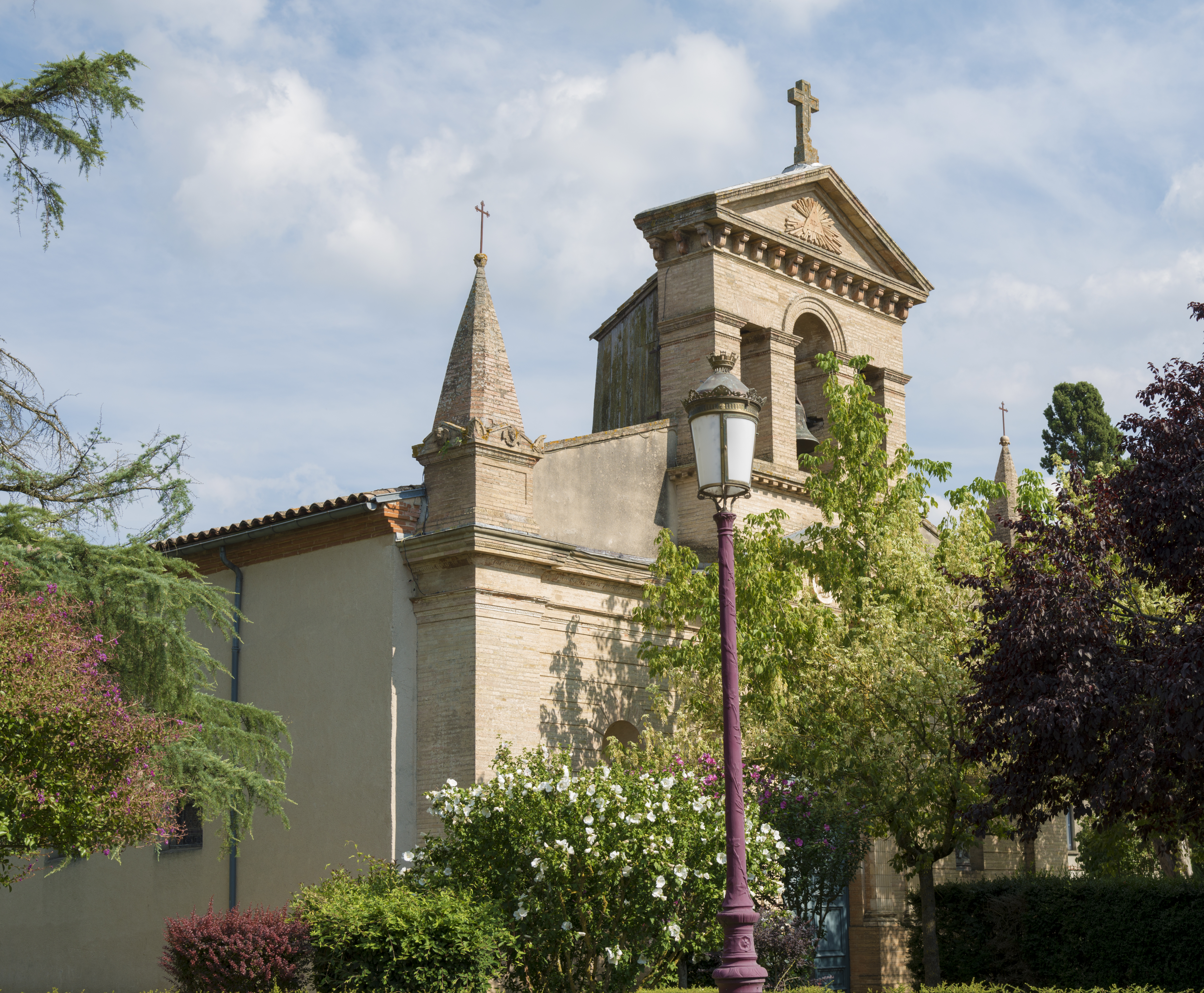
Església.

Ondas (francès Ondes) és un municipi del departament francès de l'Alta Garona, a la regió d'Occitània.